# Richard Armitage
Richard Crispin Armitage (Leicester, 22 agosto 1971) è un attore britannico.

## Biografia
Nato a Leicester, in Inghilterra, figlio di John, un ingegnere, e Margaret, una segretaria, ha un fratello maggiore di nome Chris. Studente di recitazione alla London Academy of Music and Dramatic Art, all'età di 14 anni convince i suoi genitori a mandarlo in una scuola professionale a Coventry, dove sviluppa il suo talento musicale: suona il violoncello, la chitarra e il flauto. A 17 anni entra a far parte di un circo di Budapest per sei settimane per ottenere la sua Equity card.
Inizia nel 1999 con comparse televisive, ma il primo ruolo importante lo ottiene nel 2002 nel dramma della BBC Sparkhouse, mentre recita per la prima volta come protagonista nella miniserie televisiva Nord e Sud, tratta dal romanzo omonimo di Elizabeth Gaskell, nella quale interpreta con grande successo il ruolo di John Thornton, che lo rende in breve tempo celebre tra il pubblico femminile, trasformandolo in vero e proprio sex symbol del mondo dello spettacolo.
A 28 anni fa parte per diciotto mesi della Royal Shakespeare Company. Successivamente, è conosciuto per il ruolo di Sir Guy di Gisborne nella serie Robin Hood (2006) e per quello dell'agente MI5 Lucas North nella settima, ottava e nona stagione di Spooks. È inoltre un attore teatrale, con vari spettacoli all'attivo. Dal 21 giugno al 13 settembre 2014 è in scena all'Old Vic di Londra nei panni di John Proctor, protagonista dell'opera di Arthur Miller Il crogiuolo. È inoltre coinvolto nella produzione di un dramma basato sulla vita di Riccardo III.
Nel 2010 il regista neozelandese Peter Jackson lo sceglie per interpretare la parte di Thorin Scudodiquercia nella trilogia de Lo Hobbit, composta da Lo Hobbit - Un viaggio inaspettato (2012), Lo Hobbit - La desolazione di Smaug (2013) e Lo Hobbit - La battaglia delle cinque armate (2014). Nel 2015 prende parte alla terza e ultima stagione della serie televisiva Hannibal, interpretando la parte del serial killer Francis Dolarhyde.

## Vita privata
Nel 2023 ha dichiarato pubblicamente di avere un partner. Nella stessa occasione Armitage ha rivelato di aver fatto coming out con la sua famiglia all'età di 19 anni.

## Filmografia

### Cinema
- Staged – cortometraggio (1999)
- L'amore dell'anno (This Year's Love), regia di David Kane (1999)
- Star Wars: Episodio I - La minaccia fantasma (Star Wars Episode I: The Phantom Menace), regia di George Lucas (1999)
- Frozen, regia di Juliet McKoen (2005)
- Captain America - Il primo Vendicatore (Captain America: The First Avenger), regia di Joe Johnston (2011)
- Lo Hobbit - Un viaggio inaspettato (The Hobbit: An Unexpected Journey), regia di Peter Jackson (2012)
- Lo Hobbit - La desolazione di Smaug (The Hobbit: The Desolation of Smaug), regia di Peter Jackson (2013)
- Into the Storm, regia di Steve Quale (2014)
- Lo Hobbit - La battaglia delle cinque armate (Thee Hobbit: The Battle of the Five Armies), regia di Peter Jackson (2014)
- Urban and the Shed Crew (2014)
- Alice attraverso lo specchio (Alice Through the Looking Glass), regia di James Bobin (2016)
- Tra sogno e realtà (Sleepwalker), regia di Elliott Lester (2015)
- Brain on Fire, regia di Gerard Barrett (2016)
- Terre selvagge (Pilgrimage), regia di Brendan Muldowney (2017)
- Ocean's 8, regia di Gary Ross (2018)
- The Lodge, regia di Veronika Franz e Severin Fiala (2019)
- Space Sweepers, regia Jo Sung-Hae (2021)
- The Man from Rome, regia di Sergio Dow (2022)

### Televisione
- Boon – serie TV, episodio 7x06 (1992) – non accreditato
- Cleopatra, regia di Franc Roddam – miniserie TV (1999)
- Doctors – serie TV, episodi 3x58-3x59 (2001)
- Casualty – serie TV, episodio 16x17 (2001)
- Macbeth, regia di Gregory Doran – film TV (2001)
- Sparkhouse, regia di Robin Shepperd – film TV (2002)
- Cold Feet - serie TV, 4 episodi (2003)
- Ultimate Force – serie TV, 5 episodi (2003)
- Between the Sheets, regia di Jane Prowse e Robin Shepperd – miniserie TV (2003)
- Nord e Sud (North and South), regia di Brian Percival – miniserie TV (2004)
- The Inspector Lynley Mysteries – serie TV, episodio 4x01 (2005)
- Malice Aforethought, regia di David Blair – film TV (2005)
- The Golden Hour – serie TV, 4 episodi (2005)
- ShakespeaRe-Told – serie TV, episodio 1x02 (2005)
- The Impressionists, regia di Tim Dunn – miniserie TV (2006)
- Robin Hood – serie TV, 37 episodi (2006–2009)
- The Vicar of Dibley – serie TV, episodi 5x01-5x02-5x03 (2006–2007)
- L'ispettore Gently (Inspector George Gently) – serie TV, episodio 1x0 (2007)
- Miss Marie Lloyd - Queen of The Music Hall, regia di James Hawes – film TV (2007)
- Miss Marple (Agatha Christie's Marple) – serie TV, episodio 3x04 (2007)
- Spooks – serie TV, 25 episodi (2008–2010)
- Moving On – serie TV, episodio 1x03 (2009)
- Strike Back – serie TV, 7 episodi (2010-2011)
- Hannibal – serie TV, 6 episodi (2015)
- Berlin Station – serie TV, 10 episodi (2016)
- The Stranger – miniserie TV, 8 puntate (2020)
- Stay Close – miniserie TV, 8 episodi (2021)
- Obsession – miniserie TV, 4 episodi (2023)
- Un inganno di troppo (Fool Me Once) – miniserie TV, 8 episodi (2024)
- Red Eye - serie TV, 6 episodi (2024)
- Missing You - miniserie TV, 5 episodi (2025)

### Doppiatore
- Castlevania – serie animata (2017-2021)
- Tomb Raider - La leggenda di Lara Croft (Tomb Raider: The Legend of Lara Croft) – serie animata, 7 episodi (2024)

## Teatro
- The Long and the Short and the Tall, di Willis Hall (Actors' Centre's Tristam Bates Theatre) (1995)
- La cosa reale, di Tom Stoppard (Old School Manchester) (1995)
- Sei Gradi di Separazione, di John Guare (Old School Manchester) (1995)
- Morte di un commesso viaggiatore, di Arthur Miller (Old School Manchester) (1995)
- Amleto, di William Shakespeare (Birmingham Repertory Theatre) (1998)
- The Four Alice Bakers, di Fay Weldon (Birmingham Repertory Theatre) (1999)
- Macbeth, di William Shakespeare (Swan Theatre; Theatre Royal; The Globe Tokyo; Young Vic; Long Wharf Theatre) (1999)
- La duchessa di Amalfi, di William Shakespeare (Barbican Theatre; various UK theatres; Royal Shakespeare Theatre) (2000)
- Use me as Your Cardigan, di Samantha Ellis (Jacksons Lane) (2002)
- The Twenty Four Hour Plays Celebrity Gala: The Third Wish, di Stephen Beresford (The Old Vic) (2010)
- Alla ricerca del tempo perduto, di Harold Pinter e Marcel Proust (92nd Street Y Unterberg Poetry Center) (2014)
- Il crogiuolo, di Arthur Miller (The Old Vic) (2014)
- Love, Love, Love, di Mike Bartlett (The Harold and Miriam Steinberg Centre for Theatre) (2016)
- Zio Vanja, di Anton Čechov (Harold Pinter Theatre) (2020)

## Doppiatori italiani
Nelle versioni in italiano delle opere in cui ha recitato, Richard Armitage è stato doppiato da:
- Christian Iansante in Nord e Sud, Robin Hood, Miss Marple, The Stranger, Stay Close, Un inganno di troppo, Red Eye, Missing You
- Fabrizio Pucci in Lo Hobbit - Un viaggio inaspettato, Lo Hobbit - La desolazione di Smaug, Lo Hobbit - La battaglia delle cinque armate, Hannibal, Brain on Fire, The Lodge
- Andrea Lavagnino in Into the Storm, Spooks, Terre selvagge
- Alessandro Budroni in Captain America - Il primo vendicatore, Ultimate Force
- Giorgio Borghetti in Strike Back, Ocean's 8
- Alessio Cigliano in Alice attraverso lo specchio, Obsession
- Gabriele Sabatini in Tra sogno e realtà
- Lorenzo Scattorin in Berlin Station

Da doppiatore è sostituito da:
- Francesco Orlando in Castlevania
- Francesco Prando in Tomb Raider - La leggenda di Lara Croft

## Riconoscimenti
- 2015
  - Empire Awards[4]: Nomination Miglior attore per Lo Hobbit - La battaglia delle cinque armate
  - Saturn Awards[5]: Miglior attore non protagonista per Lo Hobbit - La battaglia delle cinque armate
  - Laurence Olivier Award[6]: Nomination Miglior attore per Il crogiuolo

- 2016
  - Critics' Choice Awards[7]: Nomination Miglior guest star in una serie drammatica per Hannibal
  - Fangoria Chainsaw Awards[8]: Nomination Miglior attore tv non protagonista per Hannibal
  - Audie Awards[9]: Nomination Miglior narratore per Classic Love Poems
  - Saturn Awards[10]: Miglior attore non protagonista per Hannibal